# Sh2-303
Sh2-303 est une nébuleuse en émission visible dans la constellation du Grand Chien.
Elle est située dans la partie centrale de la constellation, à environ 6° SSE de Sirius, l'étoile la plus brillante du ciel nocturne. Elle ne peut être photographiée qu'à l'aide d'instruments amateurs de grande puissance, à l'aide de filtres spéciaux. La période la plus favorable pour son observation dans le ciel du soir se situe entre les mois de décembre et avril. Sa déclinaison sud fait qu'il est plus facilement observable depuis les régions sud, bien qu'il soit également visible sans difficulté depuis la plupart des régions de l'hémisphère nord.
C'est un long nuage disposé dans une direction est-ouest. La source de l'ionisation du gaz est EZ Canis Majoris, une étoile Wolf-Rayet d'une magnitude moyenne d'environ 6,65 et également connue sous le nom de WR 6, située à une distance d'environ 575 pc (∼1 880 al). Le nuage fait partie d'un système nébuleux qui comprend également les proches Sh2-304 et Sh2-308, très grands et faiblement éclairés, situés à la même distance et éclairés par la même étoile. Cependant, selon d'autres études, la distance de l'étoile et des nuages qui lui sont associés serait d'environ 1 800 pc (∼5 870 al). D'après les études indiquant les estimations de distance les plus faibles, EZ CMa fait partie d'une association OB très étendue et peu concentrée, visible dans la même direction que l'amas ouvert Cr 121 et probablement liée à M41, association connue sous le nom de Canis Major OB2. Cette structure est située à environ 200 pc (∼652 al) du complexe d'Orion et à une courte distance des bords extérieurs de la nébuleuse de Gum. A double distance entre le Soleil et CMa OB2 et sur la même ligne de visée, on observe plutôt CMa OB1, une seconde association OB liée à la Nébuleuse de la Mouette et probablement à Cr 121 elle-même.